# Tobias Zeutschner
Tobias Zeutschner (* um 1621 in Neurode, Grafschaft Glatz; † 15. September 1675 in Breslau, Fürstentum Breslau) war ein deutscher Komponist, Organist und Kirchenlieddichter des Barock.

## Leben
Tobias Zeutschner entstammt einer Familie protestantischer Gelehrter. Sein Vater war Tuchmacher in Neurode. Da die Familie protestantisch war, musste sie infolge der Rekatholisierung die Grafschaft Glatz verlassen und wanderte in den frühen 1620er Jahren nach Bernstadt aus, das zum Herzogtum Oels gehörte. In Oels wirkte seit Mitte des 1620er Jahre Matthäus Apelt, der 1635 zum Hofkapellmeister aufstieg. Bei ihm erhielt Zeutschner vermutlich den ersten Musikunterricht. Nachdem Zeutschner sich am 26. Oktober 1639 an der Lateinschule bei St. Maria Magdalena in Breslau einschrieb, wurde er von Sigismund Francke, dem Organisten an St. Bernhardin, musikalisch ausgebildet. Seine erste bekannte Organistenstelle hatte Zeutschner ab 1643 in Oels. Ab 1649 war er in Breslau als Organist an der St.-Bernhardin-Kirche. Für das Jahr 1654 ist seine Ernennung zum Caesarius notarius publicus (kaiserlicher Notar) belegt. Er stieg im Jahre 1655 zum Organisten der Kirche St. Maria Magdalena auf. In diesem Amt verstarb er 1675 im Alter von 54 Jahren.
Er komponierte etliche Geistliche Konzerte und Kirchenlieder. Besonders in seinen beiden publizierten Liedsammlungen von 1667 und 1670 tritt er auch als Kirchenlieddichter in Erscheinung.
Seine Drucke "Decas Prima" und die  "Musicalische Kirchen- und Haus-Freude" machten ihn über die Landesgrenzen hinweg in zahlreichen Regionen Europas bekannt: In den meisten protestantischen Ländern Deutschlands, Frankreich, Norwegen, dem historischen Oberungarn (heutige Slowakei), Rumänien und Schweden waren diese Werke bereits im 17. Jahrhundert vorhanden.

## Werke (Auswahl)
- Ein hertzlicher Wunsch der Braut, Breslau 1652
- Decas Prima oder Musicalischen Fleisses erster Theil, Breslau 1652 [Neuausgabe s. u.]
- Zwischen 1653 und 1660 erschienen verschiedene Kasualdrucke mit vierstimmigen Strophenliedern
- Halleluja, Hörett an die Geburt unsers Herren unnd Heylandes Jesu Christi [Neuausgabe s. u.]
- Musicalische Kirchen- und Haus-Freude, Leipzig 1661 [Neuausgaben und Einspielung s. u.]
- Musicalischer Hauss-Andacht erstes Zehen, Brieg, 1667
- Musicalischer Hauss-Andacht anderes Zehen, Brieg 1670
- Dem Himmlisch Gesinnten, Brieg 1670

## Neuere Ausgaben
- Gott, sei mir gnädig; Kantate für vierstimmigen Chor, zwei Violinen und Generalbaß, hrsg. v. Ursula Herrmann, Stuttgart 1962/1992 [ = Nr. 3 aus dem Druck von 1661]
- Tobias Zeutschner (1621–1675): Historia, Die Geburt unsers Herren und Heilands Jesu Christi, hrsg. v. Jörg Jacobi, Bremen 2012
- Tobias Zeutschner: Musicalische Kirchen- und Haus-Freude, hrsg. von Hendrik Wilken, Beeskow 2019 (Musik zwischen Elbe und Oder, Band 38)
- Tobias Zeutschner: Decas Prima oder Musicalischen Fleisses Erster Theil, hrsg. von Hendrik Wilken, Beeskow 2020 (Musik zwischen Elbe und Oder, Band 42)

## Diskografie
- Tobias Zeutschner, Musicalische Kirchen- und Haus-Freude 1661, Capella Daleminzia, Audiofachwerk 2012
- 17th-Century Sacred Music in Wrocław, Gli Angeli Geneve, Concerto Palatino, Claves Record 2018
- Tobias Zeutschner: Weihnachtshistorie, Weser Renaissance, Manfred Cordes, cpo 2020